# Telmabremse
En telmabremse er en elektromagnetisk bremse, som muliggør at de ordinære bremser er kolde og effektive, når der er behov for dem. Telmabremsen er normalt monteret på kardanakslen, bagakslen eller gearkassen. Bremsen består af et antal elektriske spoler, som skaber et magnetisk kraftfelt, som nedbremser rotationen på den aksel hvor telmabremsen sidder, når strømmen kobles til spolernes leder. Ved aktivering skabes hvirvelstrøm i den mellem spolerne roterende metalplade. Telmabremsen monteres udelukkende på tunge køretøjer som f.eks. lastbiler og busser.
| Stub | Spire Denne bilrelaterede artikel er en spire som bør udbygges. Du er velkommen til at hjælpe Wikipedia ved at udvide den. |